# Viljormur Davidsen
Viljormur í Heiðunum Davidsen, född 19 juli 1991, är en färöisk fotbollsspelare som spelar för HB Tórshavn.

## Klubbkarriär
Davidsen började spela fotboll i NSÍ och flyttade som ung till danska OB. Han började därefter sin seniorkarriär i danska Fyn. Efter att kontraktet gått ut sommaren 2012 återvände Davidsen till Färöarna och spelade tre matcher för NSÍ i Betrideildin innan han i augusti 2012 värvades av norska Jerv. Davidsen spelade åtta matcher för klubben under hösten 2012.
I april 2013 återvände Davidsen till Danmark och skrev på ett korttidskontrakt med Fredericia. I augusti 2013 värvades han av Vejle. Davidsen spelade över 200 matcher för Vejle under 8,5 år i klubben.
Den 17 januari 2022 värvades Davidsen av Helsingborgs IF, där han skrev på ett tvåårskontrakt. Davidsen gjorde allsvensk debut den 2 april 2022 i en 2–1-förlust mot Hammarby IF.
I januari 2023 återvände Davidsen till Färöarna och skrev på ett treårskontrakt med HB Tórshavn.

## Landslagskarriär
Davidsen debuterade för Färöarnas landslag den 11 juni 2013 i en 2–0-förlust mot Sverige i kvalet till VM 2014, där han spelade hela matchen som vänsterback.